# Eli Heckscher
Eli Filip Heckscher (24. listopadu 1879, Stockholm – 23. prosince 1952, Stockholm) byl švédský ekonom a historik ekonomie.

## Život
Vystudoval na univerzitě v Uppsale, absolvoval roku 1904, doktorský titul (PhD) získal v roce 1907. Roku 1909 se stal profesorem na tehdy nově založené stockholmské vysoké ekonomické škole (Handelshögskolan i Stockholm). V roce 1929 byl jedním ze zakladatelů a prvním ředitelem Stockholmského institutu pro hospodářské dějiny.
Má i dnes význam především jako historik ekonomie, nicméně příspěl i k ekonomické teorii, zejména koncept komoditních bodů, který omezuje kolísání nesměnitelných papírových měn (práce Ekonomisk Tidskrift, 1916). Ve slavném článku z roku 1919 se zastával volného obchodu a rozšířil klasickou teorii komparativní výhody (obchod mezi zeměmi je vždy výhodný pro všechny): obchod mezi zeměmi dává výhodu každému za podmínky, že země vyvážejí statky, k nimž mají vhodné výrobní faktory a dovážejí zboží, k nimž je nemají. Tato myšlenka byla rozšířena jeho žákem, ekonomem Bertil Ohlinem, a je nyní známa jako Heckscher-Ohlinova teorie.
Slavnější se však staly jeho práce o ekonomické historii, nejoceňovanější z nich je jeho studie o vzniku merkantilismu nazvaná Merkantilismen (1931). Hojně citované jsou i práce Kontinental systemet (1918) a Sveriges ekonomiska historia (1935).